# Armel Bella-Kotchap
Armel Bella-Kotchap, född 11 december 2001, är en tysk fotbollsspelare som spelar för Southampton.

## Klubbkarriär
Den 21 juni 2022 värvades Bella-Kotchap av Southampton, där han skrev på ett fyraårskontrakt. I september 2023 lånades Bella-Kotchap ut till nederländska PSV Eindhoven på ett säsongslån.

## Landslagskarriär
Den 26 september 2022 debuterade Bella-Kotchap för Tysklands landslag i en 3–3-match mot England, där han blev inbytt på övertid mot Kai Havertz. I november 2022 blev Bella-Kotchap uttagen i Tysklands trupp till VM 2022.